# Paula Pfluger
Paula Pfluger (* 24. August 1909 in Ulm, Deutsches Reich; † 29. August 1990 in Wien) war eine deutsch-österreichische Bühnen- und Filmschauspielerin.

## Leben und Wirken
Die gebürtige Ulmerin war schon in jungen Jahren nach Wien gekommen und blieb dort ihr gesamtes künstlerisches Leben lang. Ihre Ausbildung durchlief Paula Pfluger in den ausgehenden 1920er Jahren an der Akademie für Musik und darstellende Kunst und wirkte zunächst in den letzten Stummfilmen Österreichs mit. Das erste Festengagement am Theater brachte die Wahlwienerin in der Spielzeit 1933/34 ans Österreichische Städtebundtheater Wien. Ihre langjährige künstlerische Heimstatt sollte aber das Volkstheater der österreichischen Hauptstadt werden, wo sie – anfänglich noch als Deutsches Volkstheater firmierend – von der Spielzeit 1938/39 bis zur letzten reichsdeutschen Spielzeit 1943/44 und nach dem Krieg, nunmehr als Volkstheater, erstmals wieder 1950 und regelmäßig ab der Spielzeit 1952/53 wirkte. In den Jahren dazwischen fand Paula Pfluger Beschäftigung an der Wiener Kleinkunstbühne „Die Insel“ in der Komödie (1945–48) und an der Wiener Renaissance-Bühne (1948–49). Zu ihren bekanntesten Nachkriegsauftritten auf den Brettern zählen Die kluge Wienerin von Schreyvogl und Die kluge Närrin von Lope de Vega.
Pflugers zweites künstlerisches Standbein war die Arbeit vor der Kamera. Sie wirkte seit 1929 in Kinoproduktionen mit, wenngleich in ziemlich unregelmäßigen Abständen. 1944 sah man sie mit der Theresa Schrammel in einer der weiblichen Hauptrollen in dem Wiener Musikerfamilienporträt Schrammeln an der Seite legendärer Wiener Lokalgrößen wie Hans Moser und Paul Hörbiger. Sie stand 1944 in der Gottbegnadeten-Liste des Reichsministeriums für Volksaufklärung und Propaganda.
Nach dem Zweiten Weltkrieg fand Pfluger vor allem in Fernsehfilmen Beschäftigung und war 1962 erneut Mosers Partnerin, in einem seiner letzten Filme: Kaiser Joseph und die Bahnwärterstochter von Axel Corti. 1966 beendete Paula Pfluger, die auch in Hörspielen wie Der Prozeß um des Esels Schatten (1959) mitwirkte, ihre Karriere.

## Filmografie
- 1929: Das Mädchenschiff
- 1929: Wenn „Götz“ befiehlt
- 1930: Die Tat des Andreas Harmer
- 1930: Vagabund
- 1939: Eins zu Eins (Kurzfilm)
- 1939: Blonde Frau über’n kurzen Weg
- 1940: Krambambuli
- 1943: Schrammeln
- 1947: Triumph der Liebe
- 1953: Einmal keine Sorgen haben
- 1957: Deutsch für Inländer (Fernsehserie)
- 1960: Der jüngste Tag (Fernsehfilm)
- 1960: Der jüngste Tag (Fernsehfilm)
- 1961: Kleines Bezirksgericht (Fernsehfilm)
- 1961: Die frommen Schwestern (Fernsehfilm)
- 1961: Liselott (Fernsehfilm)
- 1962: Kaiser Joseph und die Bahnwärterstochter (Fernsehfilm)
- 1962: Protektionskind (Fernsehfilm)
- 1964: Der Untermieter (Fernsehfilm)
- 1966: Krach im Hinterhaus (Fernsehfilm)